# Laterina
Laterina – miejscowość i gmina we Włoszech, w regionie Toskania, w prowincji Arezzo.
Według danych na styczeń 2009 gminę zamieszkiwało 3550 osób przy gęstości zaludnienia 148,1 os./1 km².